# Inline Freestyle

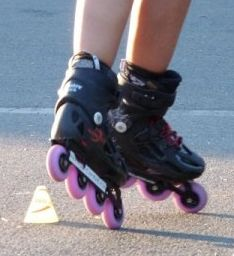
Patinadora ejecutando un truco

El Inline Freestyle es una disciplina de patinaje, que engloba diferentes pruebas, siendo popularmente conocido por aquellas que consisten en realizar distintos trucos en filas de pequeños conos, situados a diferentes distancias que varían entre los 50cm, 80cm y 120cm. Dentro de la disciplina se engloban otras pruebas como saltos, velocidad en conos o derrapes. Nació en los años 90 y se desconoce si su nacimiento fue en Estados Unidos o en Europa.

## Pruebas
Dentro del Inline Freestyle se distinguen dos tipos de pruebas, las que corresponden a freestyle slalom y las que corresponden a freeskate.

### Classic Slalom
Los patinadores prepararán una coreografía con una música a su elección, la cual ejecutarán durante la competición teniendo en cuenta los límites de tiempo establecidos. La puntuación se basa en una parte técnica y una parte artística. Se valora la puntuación técnica en la ejecución de los trucos según la dificultad, variedad, limpieza, velocidad, ritmo, continuidad y la puntuación artística que se basa en la expresión corporal, la expresión musical y la gestión de la ropa.

### Battle Slalom
Los patinadores compiten en pequeños grupos de 3 o 4 y tienen varias rondas para sobrepasar a sus oponentes en técnica. Los dos mejores pasarán a la siguiente manga. El ranking se hace por comparación directa entre los patinadores. Los jueces basan los resultados de esta prueba en criterios técnicos.

### Speed Slalom
Los competidores patinan en una línea de conos lo más rápido posible y a un solo pie. La competición tiene una primera parte de toma de tiempos (Time Trial) y una segunda parte de sistema KO (por eliminatorias de uno contra uno).

### Free Jump (Salto)
Competición de salto donde los patinadores deben ir superando las diferentes alturas. El listón va subiendo a medida que avanza la competición y los patinadores van superando pruebas. Las tres primeras alturas se suben de 10cm en 10cm, después de 5cm en 5 cm y en la final cuando hay tres participantes o menos, estos eligen la altura.

### Slides (Derrapes)
Consiste en deslizar derrapando, realizando diferentes trucos. La competición se establece Por una fase de clasificación (parecida al time trial) después, El funcionamiento en cuanto a rondas es igual que en slalom battle. En derrapes se valora la longitud, calidad, continuidad, control del cuerpo y variedad en la ejecución del derrape. Una vez haces tu derrape el programa da una serie de puntos en función de tu derrape y como lo ejecutes

### Classic Slalom Pairs
Dos patinadores prepararán una coreografía con una música a su elección, la cual ejecutarán durante la competición teniendo en cuenta los límites de tiempo establecidos. La puntuación se basa en una parte técnica, una parte artística y una parte de sincronización.

## Equipamiento

### Los patines
La configuración del chasis o las ruedas puede ser diferente en cada prueba, utilizándose en las pruebas de slalom el rockering (las ruedas de en medio están más bajar que las de los extremos), para conseguir mayor maniobrabilidad.

### Vestimenta
Además de la vestimenta de competición, en classic slalom los patinadores podrán llevar ropa acorde con la música y coreografía de su ejercicio. En todo caso la vestimenta debe ser apropiada y no está permitido el llevar complementos.

### Protecciones
Se permite llevar todo tipo de protecciones, no siendo habitual el uso de las mismas a nivel de alta competición. Se suele utilizar protección de manos en la prueba de salto.

## Área de Competición
Las dimensiones del área de competición debe permitir la organización de todas las pruebas, con un mínimo de 40m x 18m de superficie.
El suelo debe ser apto para el patinaje y deberá contemplar las 5 líneas de conos marcadas en el suelo para las pruebas de slalom.
- Para slalom classic y slalom classic pairs se contará con tres líneas de 20 conos a 50cm, 20 conos a 80cm y 14 conos 120cm.
- En slalom battle se añadirá a las líneas anteriores una más de 10 conos a 80cm.

- La competición speed slalom contempla dos líneas de 20 conos colocados a una distancia de 80cm.

- En la prueba de derrapes se puede disponer de un suelo sintético que facilita la ejecución de los trucos. La superficie para derrapar debe ser de 15m. con 25m de carrera.
- Para el salto de altura se precisa de una saltómetro y listones. Se marcarán 10m de carrera y 5m después del saltometro, donde el patinador debe mantenerse en pie para que el salto sea válido.[2][3]

## Competiciones internacionales
A nivel internacional se organizan las competiciones de:
- World Roller Games - Juegos Mundiales de Patinaje
- WSFC - Campeonato Mundial de Inline Freestyle[4]
- ESFC - Campeonato de Europa de Inline Freestyle[5]
- WSSA - Circuito Internacional WSSA[6]